# Campeonato Mundial de Ciclismo BMX de 2009
El XIV Campeonato Mundial de Ciclismo BMX se celebró en Adelaida (Australia) entre el 24 y el 26 de julio de 2009 bajo la organización de la Unión Ciclista Internacional (UCI) y la Federación Australiana de Ciclismo.
Las competiciones se realizaron en las instalaciones del Wayville Showground de la ciudad australiana.

## Resultados

### Masculino
| Evento  | Oro                               | Plata                           | Bronce                   |
| ------- | --------------------------------- | ------------------------------- | ------------------------ |
| Carrera | Donald Robinson Estados Unidos    | Michael Day Estados Unidos      | Ramiro Marino Argentina  |
| Cruiser | Ivo van der Putten · Países Bajos | Sander Bisseling · Países Bajos | Vincent Pelluard Francia |

### Femenino
| Evento  | Oro                        | Plata                   | Bronce                        |
| ------- | -------------------------- | ----------------------- | ----------------------------- |
| Carrera | Sarah Walker Nueva Zelanda | Eva Ailloud Francia     | Arielle Martin Estados Unidos |
| Cruiser | Sarah Walker Nueva Zelanda | Manon Valentino Francia | Vilma Rimšaitė · Lituania     |

## Medallero
| Núm. | País           | Oro | Plata | Bronce | Total |
| ---- | -------------- | --- | ----- | ------ | ----- |
| 1    | Nueva Zelanda  | 2   | 0     | 0      | 2     |
| 2    | Estados Unidos | 1   | 1     | 1      | 3     |
| 3    | Países Bajos   | 1   | 1     | 0      | 2     |
| 4    | Francia        | 0   | 2     | 1      | 3     |
| 5    | Argentina      | 0   | 0     | 1      | 1     |
| 5    | Lituania       | 0   | 0     | 1      | 1     |
|      | TOTAL          | 4   | 4     | 4      | 12    |